# Номер (песня)
«Номер» — песня российского рэп-исполнителя и музыканта Моргенштерна, выпущенная 26 апреля 2022 года на независимом лейбле через ONErpm. Продюсером этой песни выступил Illuminati Production, а автором текста — Моргенштерн. По словам самого рэпера жанр этой песни — «трэп-джаз». Песня посвящена возвращению Алишера к беспорядочным половым связям после расставания с Диларой.

## Предыстория
В марте 2022 года Моргенштерн набил себе новые татуировки, одной из них оказалась татуировка с цветком и серым микрофоном, в который поют джазовые музыканты.
25 апреля 2022 года в своём Telegram-канале Алишер сообщил о том, что в течение суток выйдет «экспериментальный» трек, добавив что будет учить своих слушателей «новому звуку».

## Музыкальное видео
Музыкальный видеоклип вышел в день выхода сингла — 26 апреля 2022 года. На протяжении всего видеоклипа рэпер выкуривает сигарету на фоне ночного неба.

## Текст
В песне рэпер считает себя первым во всём: «Да, я первый номер»; отсылает к недавнему разводу с Диларой: «Я говорил серьёзно, что я тебя запомню. Я этого не помню» и сообщает о возвращении к беспорядочным половым связям: «Поехали в мой номер, ты запиши мой номер и удали мой номер и навсегда <…> Мне не дороги шалавы, но они дороги, трахаю их так, что приезжают for free».

## Оценки
Российский рэп-исполнитель OG Buda назвал Алишера «старичком» и добавил, что это лучший трек Моргенштерна. Портал The Flow назвал песню «балладой о личном успехе» и увидел сходство с продакшном Дрейка. Аудитория Алишера также оценила «новый звук» рэпера.

## Список композиций
Информация из Tidal и YouTube.
| №  | Название | Автор(ы)                            | Продюсер(ы)           | Длительность |
| -- | -------- | ----------------------------------- | --------------------- | ------------ |
| 1. | «Номер»  | Андрей Катиков и Алишер Моргенштерн | Illuminati Production | 1:58         |

## Чарты

### Apple Music
| Чарт (2022) | Высшая позиция |
| ----------- | -------------- |
| Азербайджан | 102            |
| Армения     | 73             |
| Казахстан   | 57             |
| Киргизия    | 51             |
| Латвия      | 3              |
| Литва       | 13             |
| Молдова     | 11             |
| Польша      | 176            |
| Россия      | 8              |
| Таджикистан | 51             |
| Туркмения   | 59             |
| Украина     | 25             |
| Эстония     | 9              |

### Deezer
| Чарт (2022) | Высшая позиция |
| ----------- | -------------- |
| Россия      | 23             |
| Украина     | 48             |

### iTunes
| Чарт (2022) | Высшая позиция |
| ----------- | -------------- |
| Россия      | 52             |
| Украина     | 33             |